# Nelson (řeka)
Nelson (anglicky Nelson River) je řeka v provincii Manitoba v Kanadě. Je pojmenovaná na počest jednoho z účastníků anglické arktické expedice pod vedením T. Buttona. Je 640 km dlouhá. Povodí má rozlohu 1 072 000 km².

## Průběh toku
Řeka odtéká z Winnipežského jezera a ústí do Hudsonova zálivu. Zajišťuje odtok velké říčně-jezerní soustavě. Je na ní mnoho peřejí.

## Vodní stav
Průměrný roční průtok vody v ústí je 2 370 m³/s. Je zamrzlá od listopadu do května. Od roku 1977 je část vody (přibližně 60 %) z řeky Churchill přiváděna do povodí řeky Nelson, což představuje přibližně 760 m³/s.

## Využití
Je splavná do vzdálenosti 100 km od ústí, kde leží město Port Nelson.